# 劉遠駒

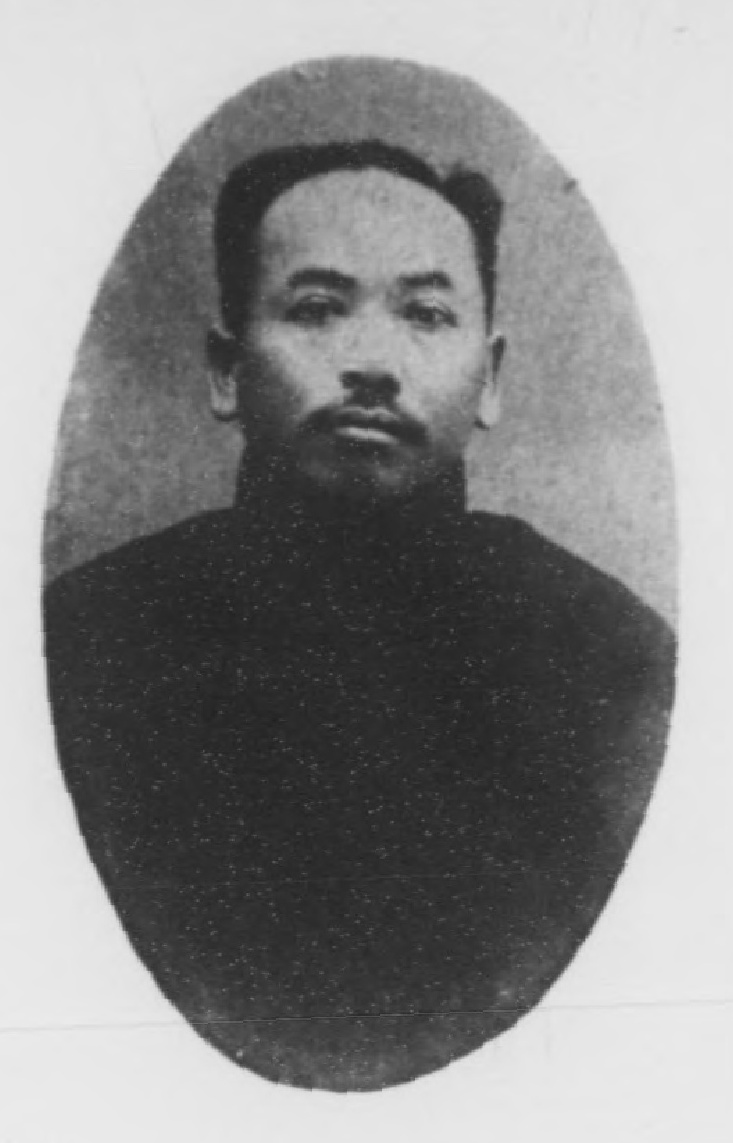

劉遠駒（?—?），湖北省黃安縣人，清末民国政治人物。
光緒三十年，會試第137名；殿試登進士三甲第22名，以主事分部學習。后送往日本法政大學速成科第五班。回國后擔任度支部主事。1923年，擔任北京大總統秘書。1927年，任國民政府司法部民事局局長。